# Danaë

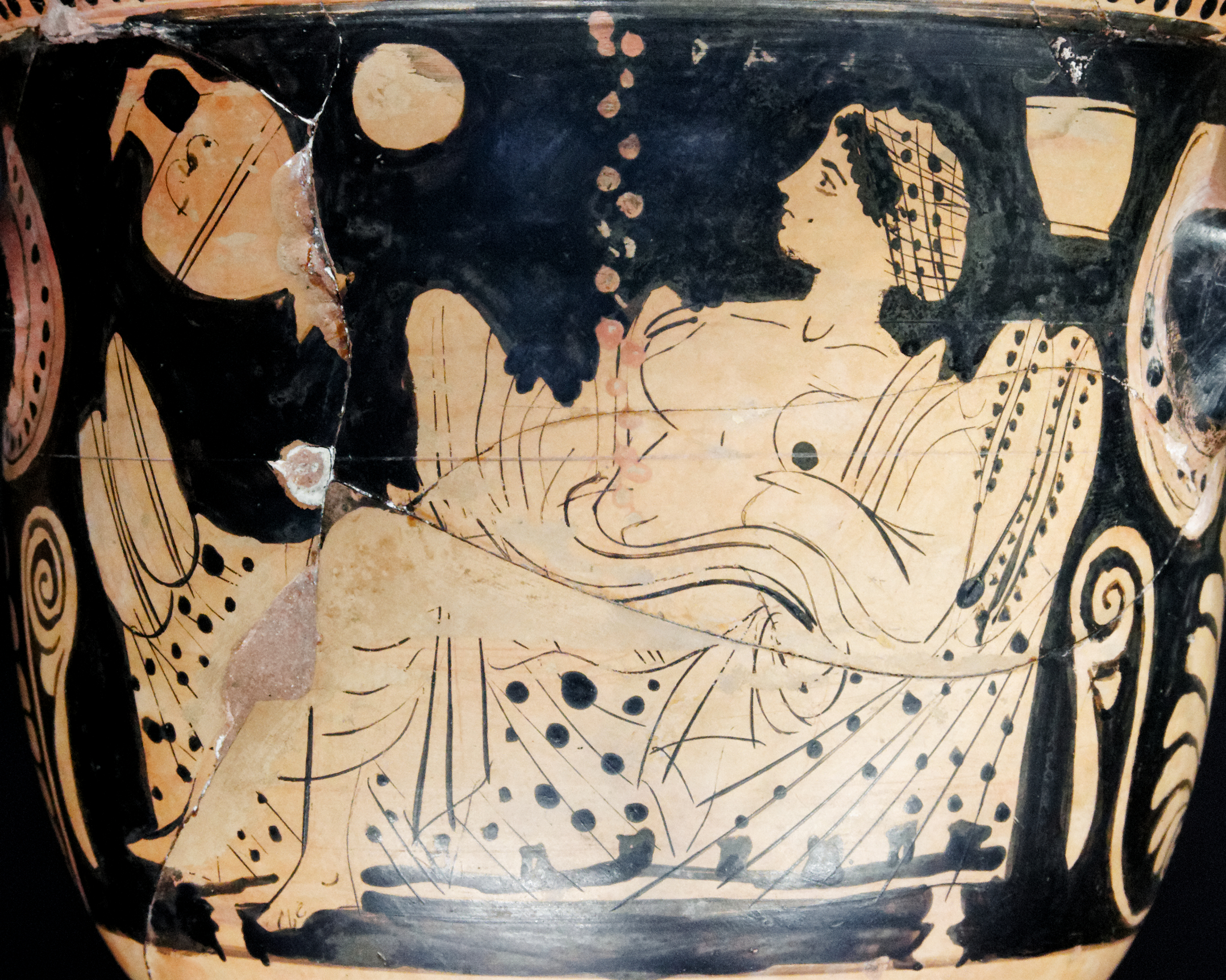
Danaë empfängt den Goldregen
(Detail aus einem rotfigurigen Glockenkrater aus Böotien, um 450 v. Chr., Louvre in Paris)

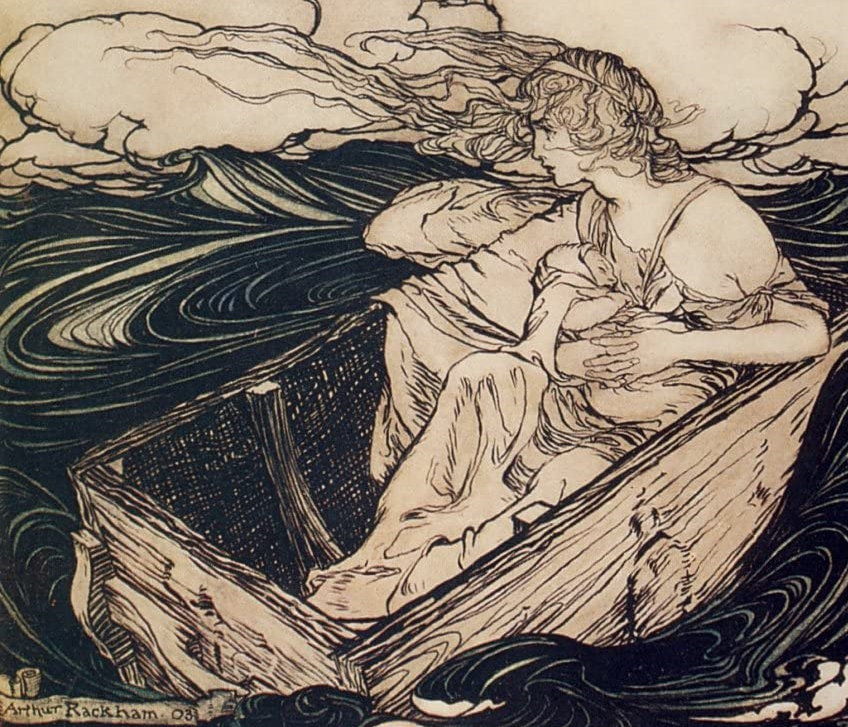
Danae und Perseus auf dem Meer, Arthur Rackham, 1903.

Danaë (altgriechisch Δανάη Danáē) war in der griechischen Mythologie die Tochter des Akrisios, Geliebte des Zeus und durch ihn Mutter des Heroen Perseus. Als Enkelin des Abas wurde Danaë der Beiname Ἀβαντιάς Abantiás gegeben.

## Mythos

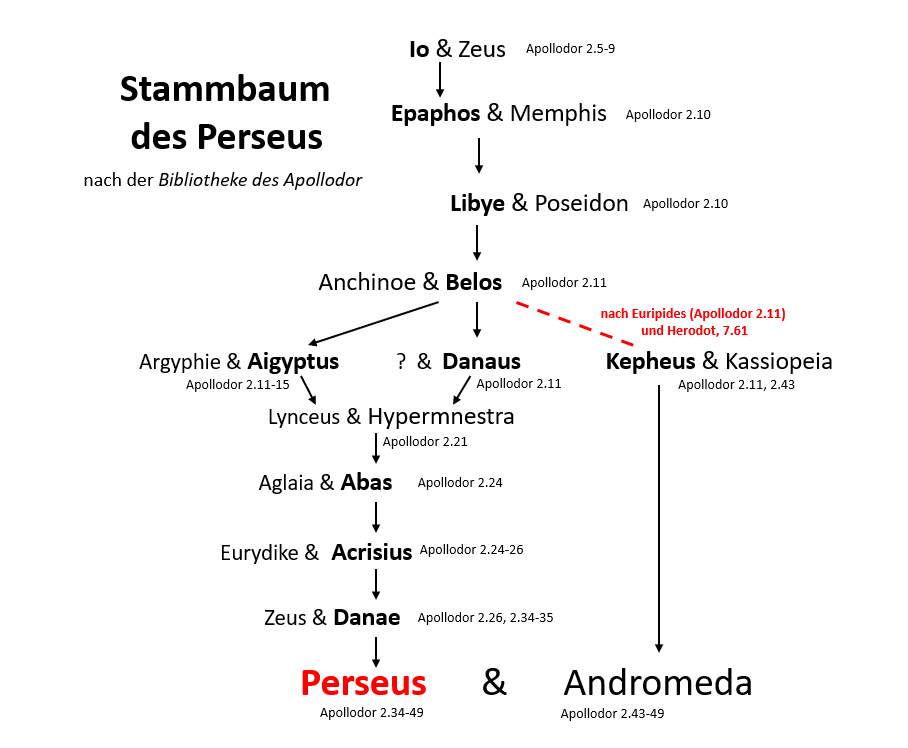
Stammbaum des Perseus

Danaë war das einzige Kind, das ihre Mutter Eurydike bzw. Aganippe ihrem Gatten Akrisios, dem König von Argos, geboren hatte. Akrisios befragte das Orakel nach männlicher Nachkommenschaft, erhielt jedoch zur Antwort, dass er keine Söhne haben werde und sein Enkel ihm das Leben nehmen werde. Daraufhin sperrte Akrisios seine noch kinderlose Tochter in ein unterirdisches bzw. ummauertes Gefängnis ein. Der Göttervater Zeus begehrte die eingesperrte junge Frau und glitt durch das Dach ihres Gefängnisses in Form eines goldenen Regens zu ihr hinab und beschlief das Mädchen. Apollodor erwähnt daneben noch eine zweite Version, in der Akrisios Zwillingsbruder Proitos mit Danae verkehrt, was zum Streit zwischen den Brüdern geführt habe.
Danae wurde schwanger und gebar ihren Sohn Perseus. Als Akrisios herausfand, dass seine Tochter ein Kind geboren hatte – dass Zeus der Vater war, glaubte er seiner Tochter nicht –, ließ er Danaë samt ihrem Sohn in eine Holztruhe einsperren und diese ins Meer werfen. Die Truhe wird jedoch durch Zeus Willen an der Kykladeninsel Seriphos angeschwemmt, wo sie der Fischer Diktys findet.
Nach der gängigen Erzählung der Bibliotheke des Apollodor hingegen kümmerte sich Diktys nun um Mutter und Kind, während sein Bruder Polydektes, der König der Insel, begann der von ihm begehrten Danaë nachzustellen. Doch der inzwischen erwachsene Perseus stand ihm im Weg. Daraufhin griff Polydektes zu einer List und lud seine Freunde und Perseus zusammen, unter dem Vorwand, Hochzeitsgeschenke für Hippodameia, die Tochter des Oinomäus, zu sammeln. Nachdem Perseus erklärt hatte, dass er sich nicht einmal an den Kopf der Gorgone klammern würde, nahm Polydektes ihn beim Wort und forderte Perseus auf, ihm den Kopf einer Gorgone zu bringen, woraufhin Perseus loszieht, um die sterbliche Medusa zu töten. Als Perseus siegreich nach Seriphos zurückkehrt, erfährt er, dass seine Mutter und Diktys wegen der Gewalttätigkeit des Polydektes zu den Altären geflüchtet sind, und tötet Polydektes und dessen Freunde mit dem versteinernden Blick des Hauptes der Medusa. Zusammen mit seiner Mutter Danaë und seiner Frau bzw. Ehesklavin Andromeda kehrt Perseus nach Argos zurück, um Akrisios zu treffen, der jedoch ins Land der Pelasger flieht. Perseus reist ihm nach und wirft auf athletischen Spielen zu einer Totenfeier einen Diskus, der Akrisios irrtümlich trifft und tötet.
Anders schildert Hyginus die Geschichte, wonach Polydektes Danaë heiratete und Perseus im Tempel der Athene aufzog. Als Akrisios erfuhr, dass seine Tochter und sein Enkel sich am Hofe des Polydektes aufhielten, machte er sich auf den Weg, um sie zu holen, doch Polydektes schützte die beiden und Perseus schwor seinem Großvater Akrisios, ihn niemals zu töten. Als Polydektes stirbt, werden die Leichspiele zu seinen Ehren abgehalten, wo Akrisios dann durch den von Perseus geworfenen, verirrten Diskus stirbt.

## Deutungen

### Nachtmeerfahrt
Die Fahrt in einer Kiste, Truhe, Weidenkorb oder Arche über das Meer – die Psychologen sprechen von einer das Leben selbst bzw. die psychische Gesundheit bedrohenden Nachtmeerfahrt, in der Parallelen zum ägyptischen Osirismythos, aber auch zum biblischen Moses und der akkadischen Sargonlegende auffallen – lässt Danaë auch als Mondgöttin oder Mondjungfrau erscheinen, die Perseus als ein „Göttliches Kind“ gebiert. So spiegelt auch Danaës mehrfaches Verschwinden und Wiedererscheinen den Zyklus des Mondes wider. Im Mythos des Goldregens ist eine archaische Vereinigung der (männlichen) Sonne und des (weiblichen) Mondes lesbar. Im Rahmen des Verständnisses im Deutungsraum der griechischen pastoralen Mythen erscheint Zeus schließlich als Donnergott, der Gold, als das der Hirtenkultur das lebenspendende Wasser gilt, über den Frauenkörper bringt, d. h. über die Erde.

### Korrumpierende Macht des Geldes
Auf der anderen Seite steht das Verständnis des Mythos als Sinnbild der Todsünde Avaritia (Gier): Die Verführung der Danaë durch einen Goldregen wird verwendet, um auf die korrumpierende Macht des Goldes hinzuweisen, die alle Hindernisse (auch der Keuschheit) überwindet. In dieser Deutungsart gerät die zentrale Frauengestalt zur prototypischen Prostituierten. Sie ist bis zurück in die Antike nachweisbar (Ovid, Horaz, auf den sich Augustinus explizit bezieht; an der Schwelle zum Mittelalter wirkmächtige christliche Rezeption bei Fulgentius; Darstellung bei Otto van Veen: Emblemata horatiana) und wird allmählich vorherrschend (z. B. Giovanni Boccaccios De genealogia deorum gentilium); spätestens ab dem 16. Jahrhundert darf sie als dominant gelten.

## Darstellung in der Kunst

### Antike
Als Motiv von Keramikmalereien taucht der Mythos von Zeus’ Geliebter Danaë bereits in der griechischen Antike auf, wobei sie noch stets sitzend und voll bekleidet dargestellt ist, gelegentlich mit geöffnetem Gewand, um den Goldstaub zu empfangen. Erst mit einer römischen Wandmalerei in Pompeji (um 70 v. Chr.) ist eine unbekleidete Danaë überliefert. Sie bleibt ein häufiges Motiv zum Beispiel von Mosaiken, wobei die Figur in den Reigen der Geliebten des Jupiter gestellt wird.

### Mittelalter

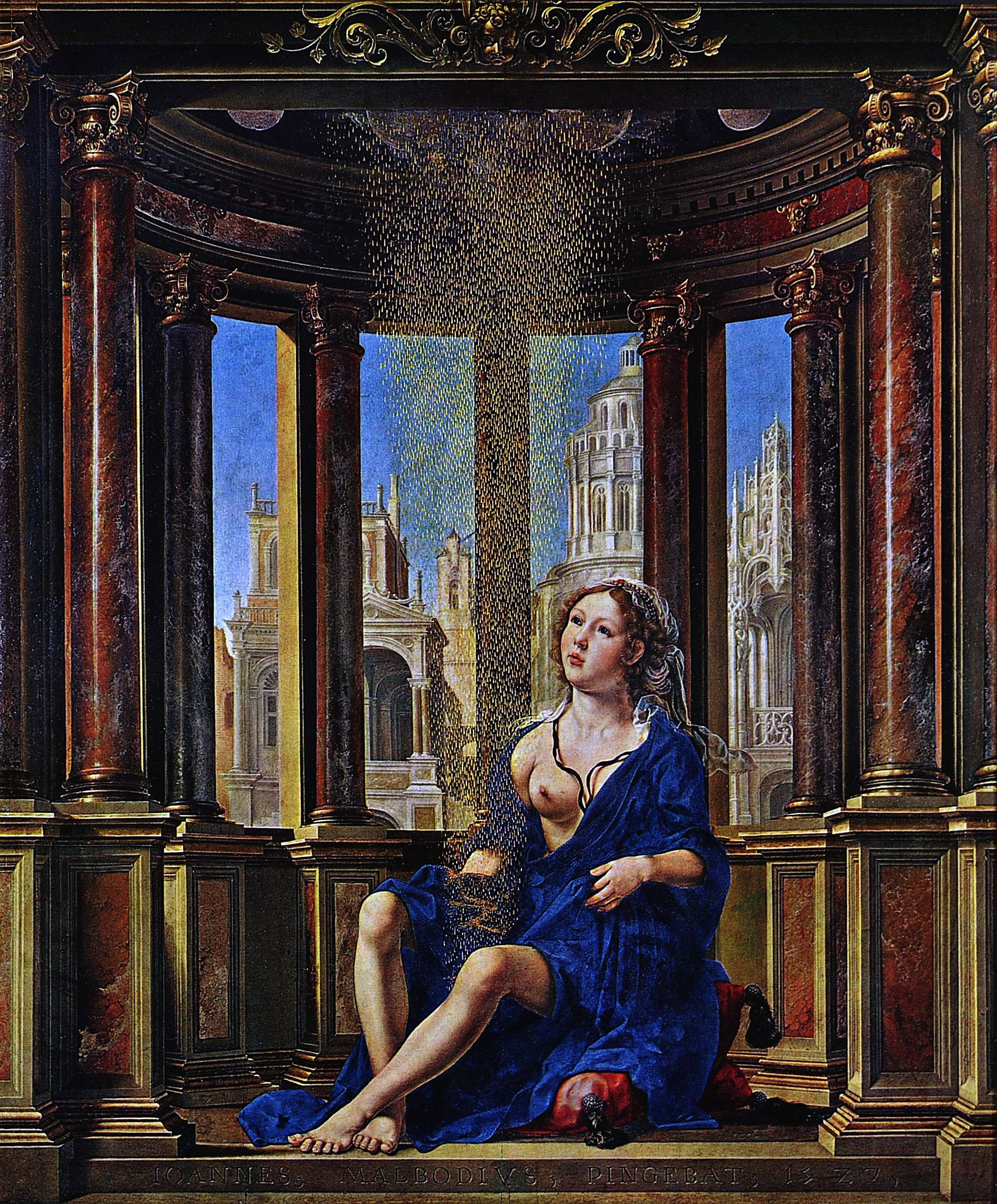
Danaë (Ausschnitt)
(Jan Mabuse, 1527, Alte Pinakothek, München)

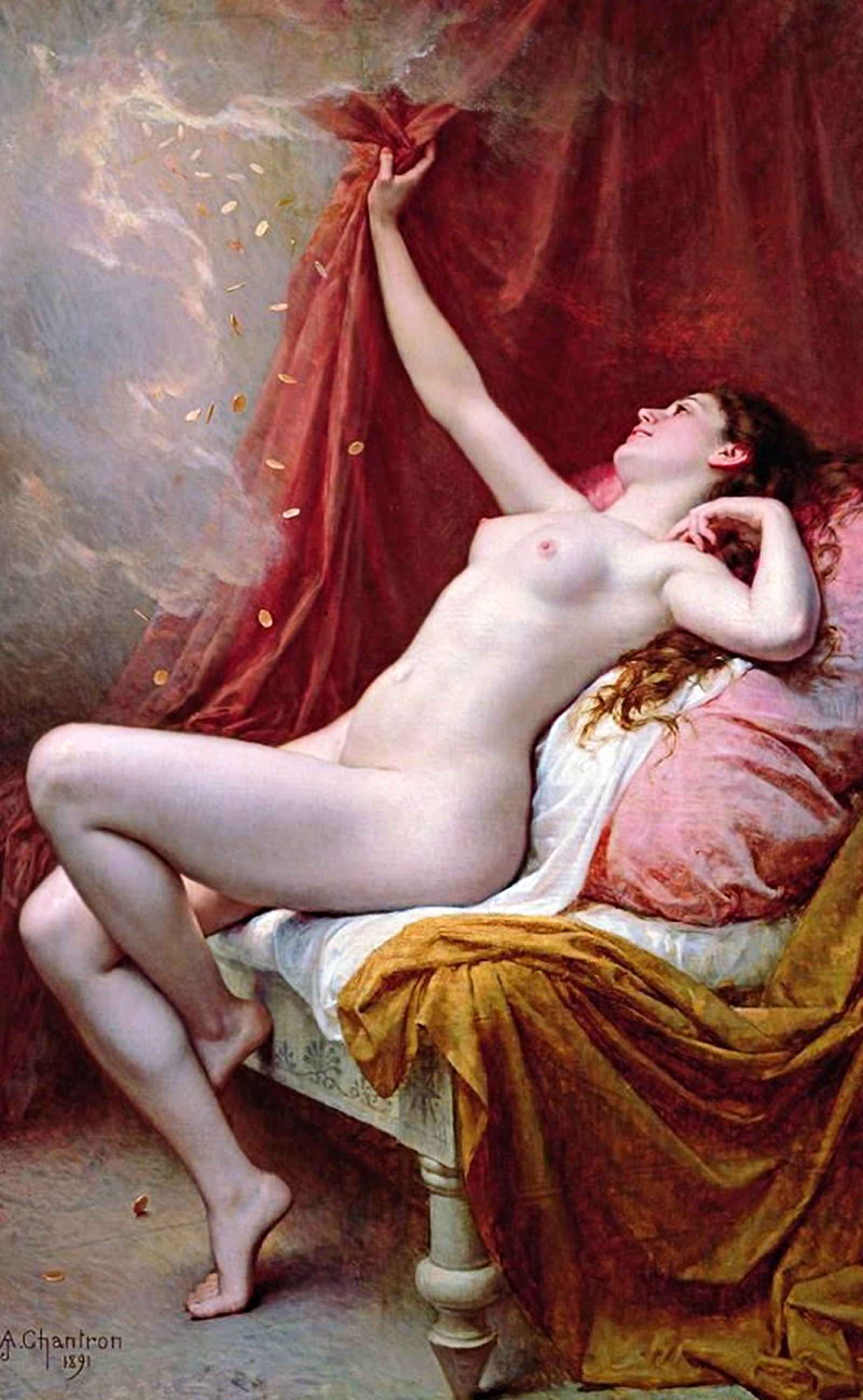
Danaë
(Alexandre-Jacques Chantron, 1891)

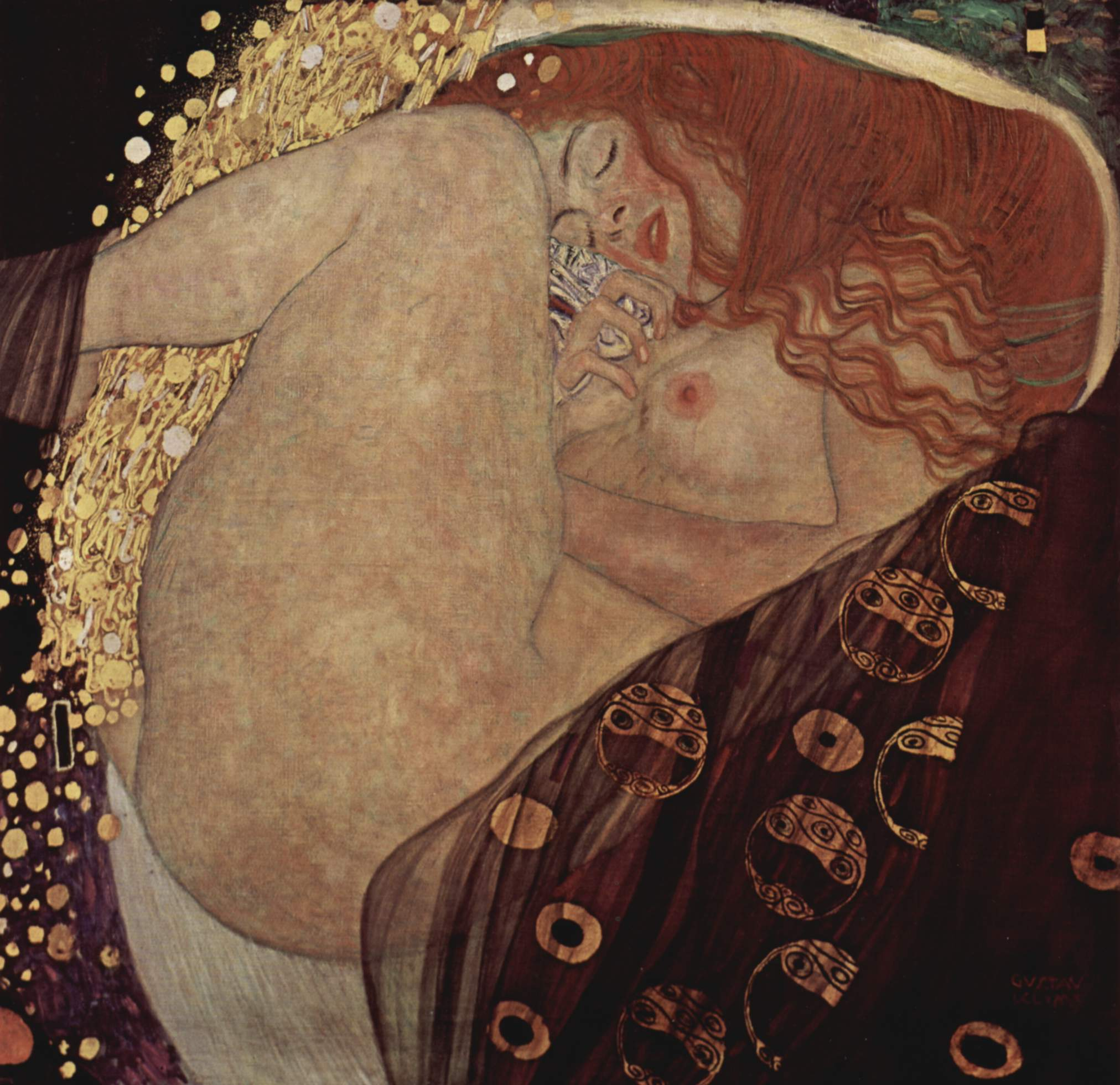
Danaë
(Gustav Klimt 1907/08 in Wien, Privatbesitz)

Im Mittelalter leben zwei Deutungen der Danaë fort. Einerseits wird sie als Präfiguration der Jungfrau Maria gedeutet, weil auch sie jungfräulich empfing (unter anderen bei John Ridewall: Fulgentius Metaforalis) und als Allegorie der Pudicitia, der tugendhaften Keuschheit, verstanden. In der Bildenden Kunst wird ihr bis in die Renaissance deshalb mitunter die blaue Mantelfarbe der Mutter Gottes zugeordnet. (vgl. Jan Mabuses Werk von 1527) Panofsky schlägt diese Lesart noch für Rembrandts Danaë von 1636 vor.

### Renaissance und Barock
Zwar setzt die Verarbeitung des Themas in der Renaissance relativ spät ein, was laut Panofsky dem Mangel an verfügbaren antiken Vorbildern geschuldet ist; die Danaë entwickelt sich dann aber zu einem bei der höfischen hedonistischen Gesellschaft beliebten Historienmotiv, erlaubt sie doch die implizite Darstellung des Geschlechtsaktes. Viele Beispiele von Verarbeitungen des Themas gibt es bei den niederländischen Manieristen. Grundsätzlich können ab Mitte des Cinquecento zwei Typen unterschieden werden:
- der Leda-Typus geht auf zwei Werke Tizians zurück, die neapolitanische Danaë für Kardinal Alessandro Farnese – diese Version ist vermutlich ein Kurtisanenbildnis, für dieses Genre der venezianischen Malerei bildet die Danaë ein beziehungsreiches wie naheliegendes mythologisches Feigenblatt –, und die Prado-Fassung im Auftrag Philipp II. Dieser Typus ist von der Darstellungsart der Leda Michelangelos bzw. den von diesem verschollenen Werk überlieferten Kopien geprägt, auch von Michelangelos Skulptur der Nacht. Während die Hauptfigur passiv bleibt, sind die Assistenzfiguren (Cupido oder Amme) Träger der Aktivität und bestimmen den Aussagegehalt, der mehr den erotischen Aspekt (Cupido als Zeuge der Überwindung der Keuschheit, neapolitanische Fassung) oder den moralischen Aspekt (Amme rafft das Gold zusammen, Prado-Fassung) betont. In der flämischen Malerei wird die Kombination dieser Figuren populär;[16] diese wirkt potenzierend auf den Aussagegehalt oder stiftet als neuen allegorischen Sinn die figurative Gegenüberstellung der Gegensätze Liebe und Geld. Diese Kombination findet sich aber auch darüber hinaus wie z. B. bei der höfischen Danae-Darstellung des Venezianers Giovanni Battista Tiepolo im 18. Jahrhundert.

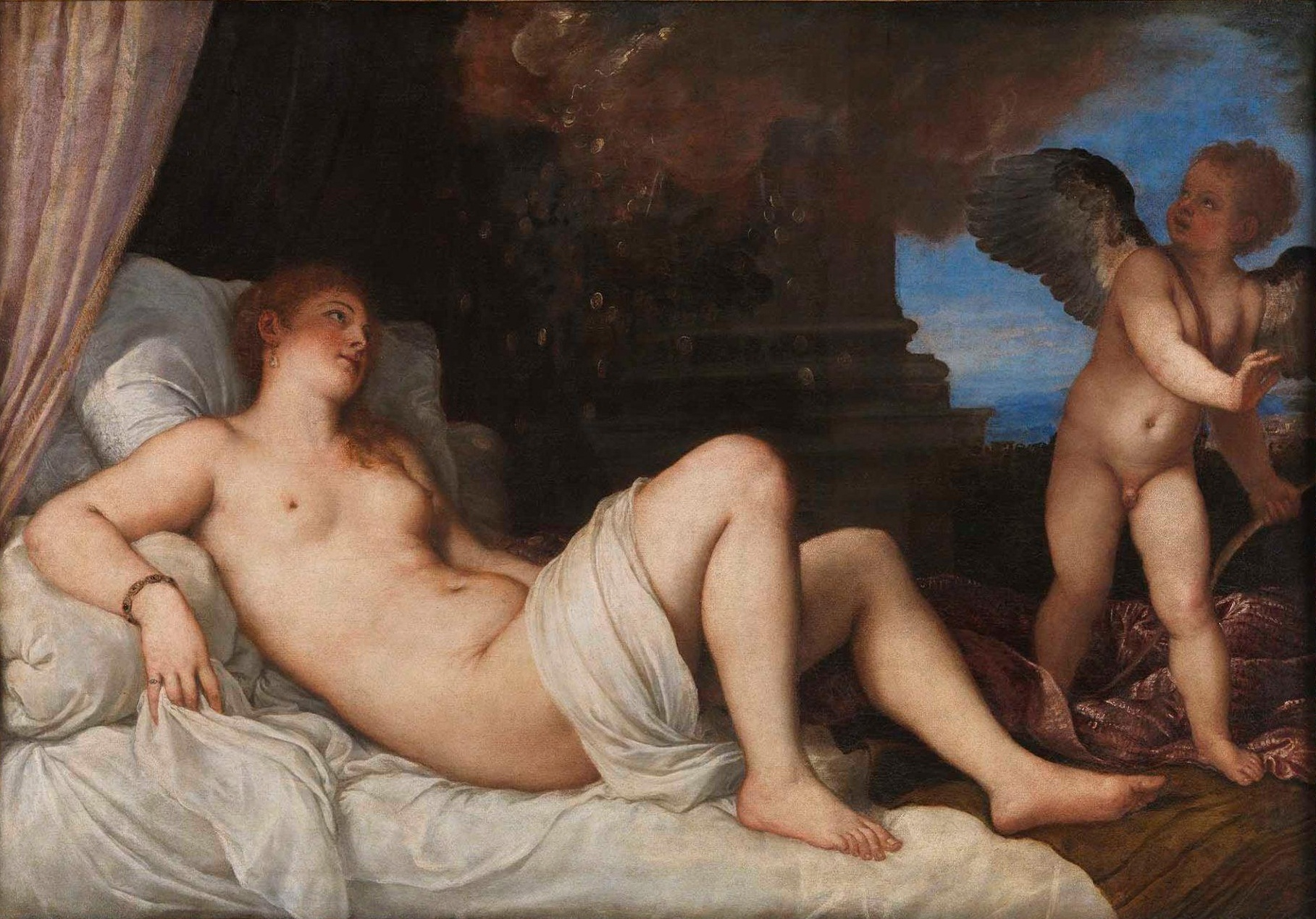
Neapolitanische Danaë (Tizian, 1545/46, Galleria nazionale di Capodimonte, Neapel)
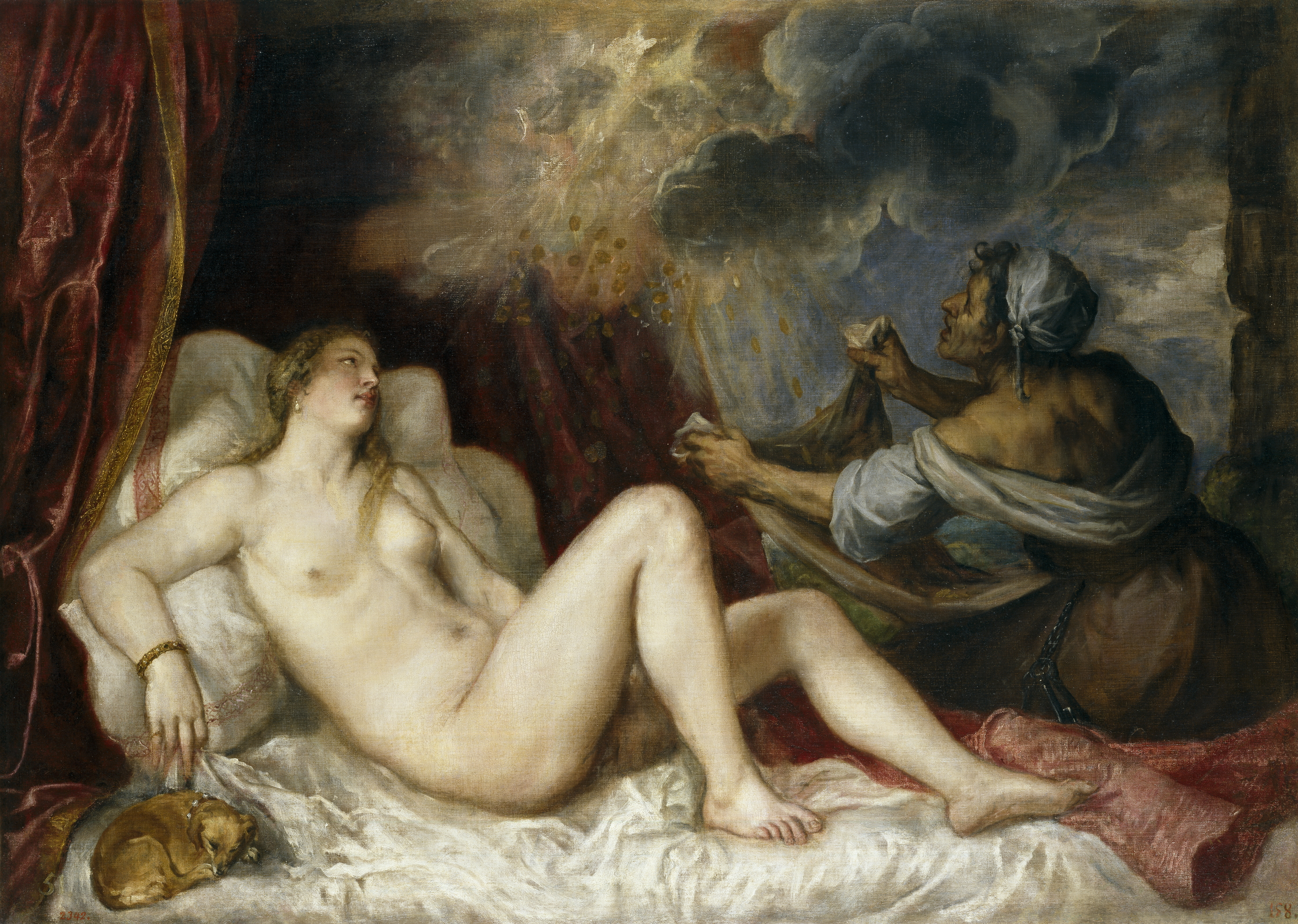
Danaë (Prado-Fassung) (Tizian, 1553/54, Museo del Prado, Madrid)
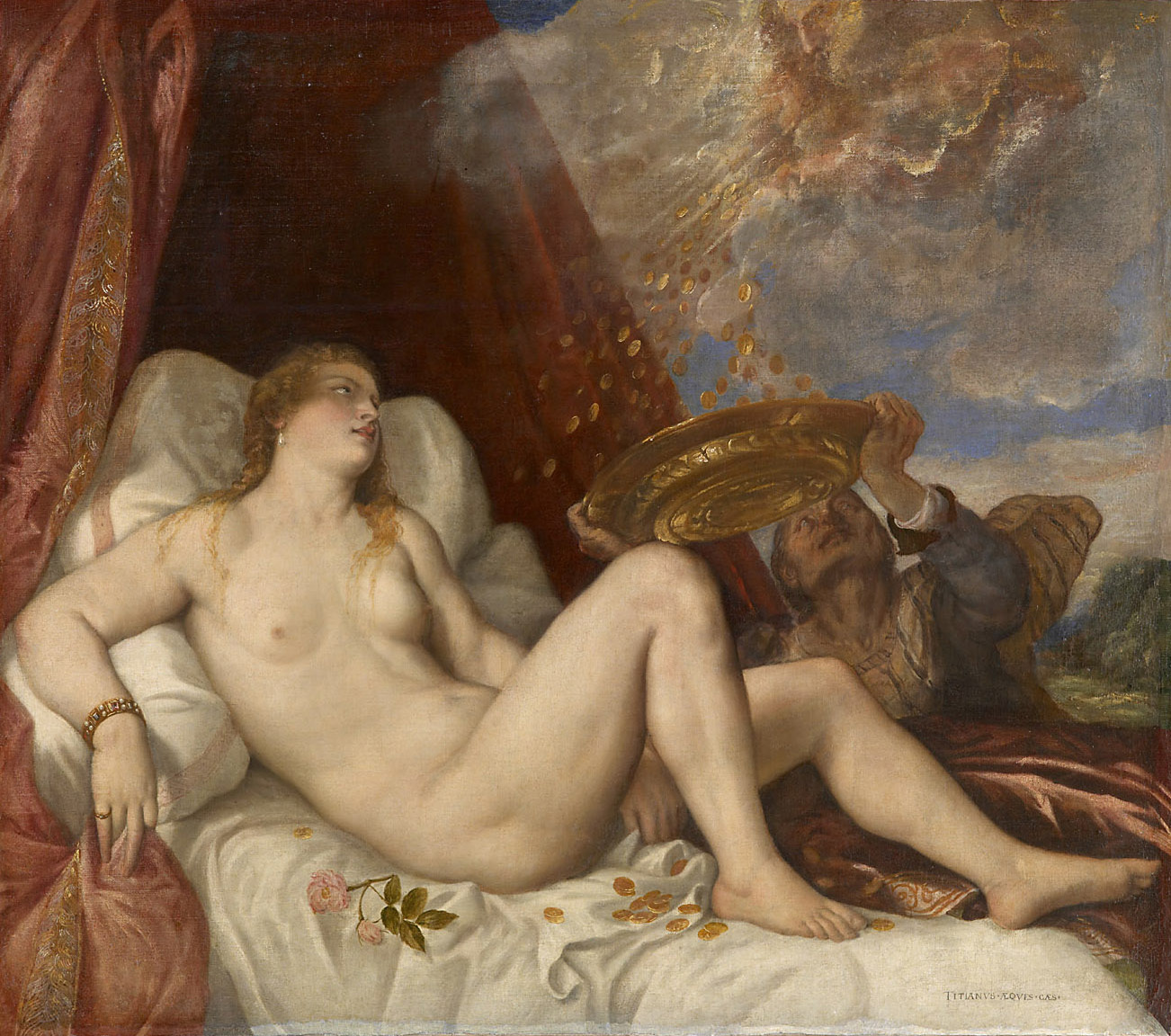
Danaë (Wiener-Fassung) (Tizian, 1564, Kunsthistorisches Museum, Wien)

- als Venus-Typ können die Werke gelten, die in der Tradition der Danaë Annibale Carraccis stehen, der seinerseits auf Tizian und Giorgione zurückverweist. Hier kommt der Hauptfigur eine aktive Erotik zu, die sich durch einladene Gestik und Hinwendung des Körpers (durchaus ambivalent zum Göttervater bzw. eigentlich zum voyeuristischen Betrachter) bis zur physischen Offensivität auszeichnet, die durch Raumeffekte verstärkt wird. Die Tradition solcher der Stimulation dienenden Bildnisse der Danaë scheint bis zurück in die römische Antike bekannt zu sein.[17] Die von der zeitgenössischen Moral geforderte schickliche Wiedergabe (decorum) wird durch Reduzierung des ikonologischen Beiwerks fadenscheinig. In demselben Maß steigt die erotische Aufladung. Die Zuspitzung erfährt diese Sichtweise bei Giulio Bonasone, hier tritt sie offen als Pornographie zutage.

### Klassizismus und Moderne
Der Topos bleibt ein wiederkehrendes Thema in der Kunst über den Klassizismus bis hin zur Moderne. Dabei ist die Beschäftigung der Kunst mit ihm als Ausdruck des Diskurses um Männlichkeit und Weiblichkeit deutbar. Als bekanntestes Beispiel kann Gustav Klimts 1907/08 entstandene Auseinandersetzung mit der Danaë dienen, deren Beiwerk zugunsten einer Abstraktion zurückgenommen ist. Danaë wirkt hier unschuldig und gleichzeitig lustvoll. Die Ornamente im Vordergrund rechts werden als Blastozysten gedeutet, von deren Existenz der Künstler durch Berta und Emil Zuckerkandl erfahren haben soll. Das männliche Prinzip hingegen wird im abstrahierten Hintergrund zum bloßen Ornament oder zum Fetisch.
In einem einzigartigen Versuch schreibt Wolf von Niebelschütz über Danae in der Neuzeit, in seinem Roman Der blaue Kammerherr, der 1949 erschienen ist. Am Ende des vierbändigen Werks, das wie eine Symphonie gestaltet ist (mit leitmotivischen Sätzen) löst sich die Verwirrung um Zeus, Danaë und den geheimnisvollen Kammerherrn; der Autor stützt sich dabei kunstgeschichtlich versiert auf die zahllosen Vorgängerwerke zu dieser mythologischen Geschichte und bringt gewissermaßen die Antike in die Nachkriegszeit in Deutschland.

### Darstellung im Film
Darstellungen der Danaë wurden in Filmen und TV-Serien u. a. von den folgenden Schauspielerinnen verkörpert.
- Vida Taylor, in: Kampf der Titanen, Spielfilm, USA, England, 118 Min., 1981. Regie: Desmond Davis.[20]
- Tine Stapelfeldt, in: Kampf der Titanen, Spielfilm, USA, 102 Min., 2010. Regie: Louis Leterrier.[21]

Die filmischen Darstellungen teils weichen stark der griechisch-mythologischen Erzählung ab. In Kampf der Titanen (1981) entfällt die Geschichte um Polydektes und Danaë spielt nach Perseus Kindheit keine Rolle mehr, im Falle der Neuverfilmung überlebt Danaë im Gegensatz zu Perseus die Überfahrt auf dem Meer in der Truhe nicht.